# Weingartia cintia

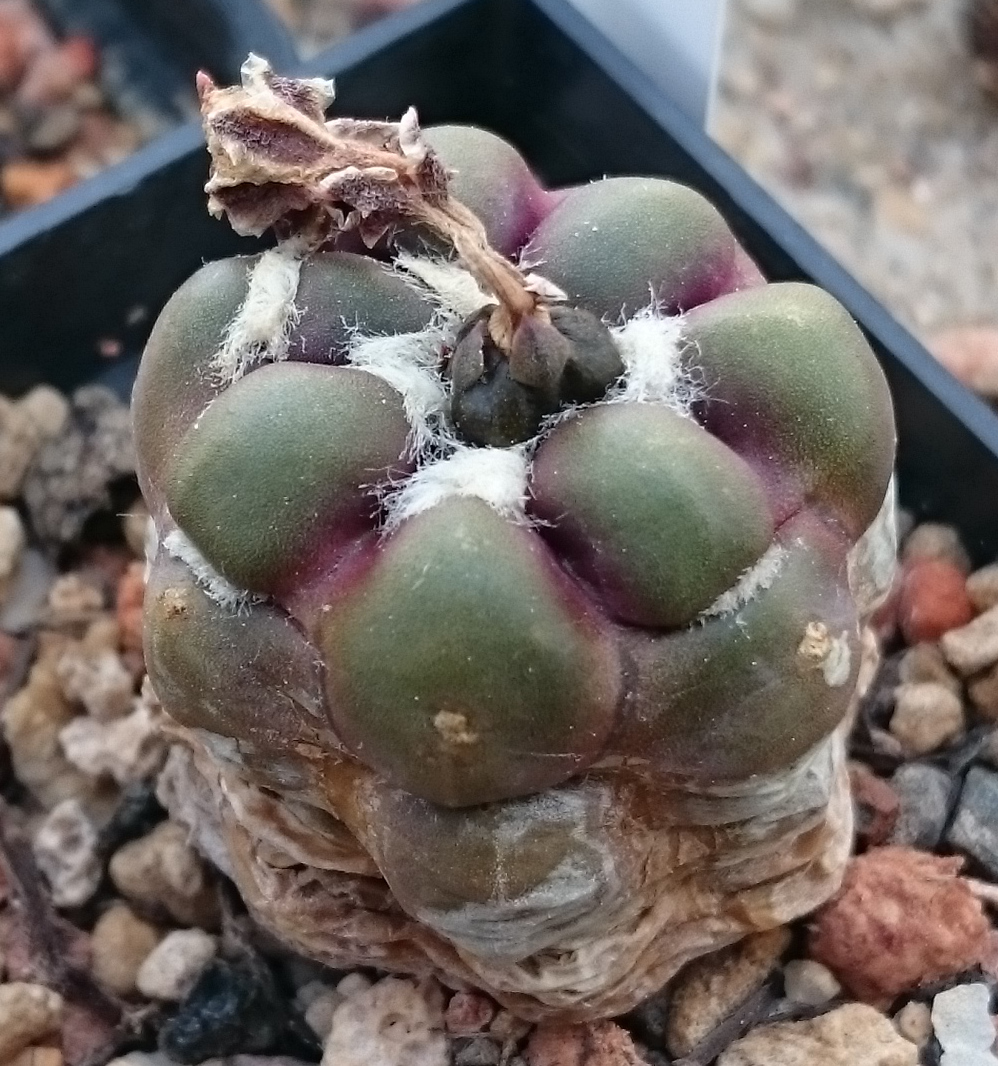
Frucht

Weingartia cintia ist eine Pflanzenart aus der Gattung Weingartia in der Familie der Kakteengewächse (Cactaceae). Das Artepitheton cintia verweist auf das Vorkommen der Art in der bolivianischen Provinz Nor Cinti.

## Beschreibung
Weingartia cintia wächst einzeln, hat ein kugelförmigen, grünen bis braungrünen, dornenlosen Pflanzenkörper von 3 bis 5 Zentimeter Durchmesser, mit halbrund aufgewölbten Höckern. Ihre Wurzeln sind karottenartig, knollig und bis zu 10 Zentimeter lang. Die wolligen Areolen sind zwischen den Podaria eingesunken.
Die radförmigen, gelben Blüten erscheinen aus jungen Areolen nahe dem Scheitel der Pflanzen und haben einen Durchmesser von 3 bis 4 Zentimeter. Die kahlen Früchte sind spindelig geformt und enthalten kleine, schwarze Samen.

## Verbreitung, Systematik und Gefährdung
Ihr Verbreitungsgebiet sind die Hochanden.
Die Erstbeschreibung der Art als Cintia knizei erfolgte 1995 durch Jan Říha. Als Mats L. Hjertson die Art in die Gattung Rebutia stellte wurde ein neuer Name benötigt, da in der Gattung Rebutia bereits der Name Rebutia knizei (Rausch) Šída (1997) existierte. Günter Hentzschel und Karl Augustin stellten die Art 2008 in die Gattung Weingartia.
In der Roten Liste gefährdeter Arten der IUCN wird die Art als „Least Concern (LC)“, d. h. als nicht gefährdet geführt.

## Botanische Geschichte
Cintia knizei wurde 1969 von Karel Kníže bei Otavi im bolivianischen Departamento Potosi in einer Höhenlage von etwa 4000 Metern entdeckt und provisorisch als Cintia napina (Feldnummer KK1768) benannt. Weitere Populationen sind bei der Stadt Lecori auf 4200 Metern gefunden worden (prov. Name Cintia subterranea, Feldnummer KK1815). 

## Nachweise